# 1659 w polityce
Wydarzenia polityczne w 1659 roku.

## Zmarli
- John Bradshaw, angielski sędzia, przewodniczący składu orzekającego w procesie króla Karola I Stuarta[1].